# Schima sericea
Schima sericea är en tvåhjärtbladig växtart som beskrevs av Airy-shaw. Schima sericea ingår i släktet Schima och familjen Theaceae. Inga underarter finns listade i Catalogue of Life.